# Брансон, Дерек
Де́рек Бра́нсон (англ. Derek Brunson; род. 4 января 1984, Уилмингтон) — американский боец смешанного стиля, представитель средней весовой категории. Выступает на профессиональном уровне начиная с 2010 года, известен по участию в турнирах бойцовских организаций UFC и Strikeforce.
На данный момент выступает в PFL

## Биография
Дерек Брансон родился 4 января 1984 года в городе Уилмингтон штата Северная Каролина. Во время учёбы в местной старшей школе серьёзно занимался вольной борьбой под руководством тренера Дэна Уиллиса. Затем поступил в Университет Северной Каролины в Пемброке, где изучал уголовное право, а также состоял в борцовской команде — выступал во втором дивизионе Национальной ассоциации студенческого спорта в категории до 184 фунтов, трижды получал статус всеамериканского спортсмена. По окончании университета решил стать профессиональным бойцом ММА.
Проходил подготовку в залах Renzo Gracie Jiu-Jitsu и Jackson’s MMA. Достаточно хорошо освоил бразильское джиу-джитсу, удостоился в этой дисциплине пурпурного пояса, получив его из рук Дэвида Бранча.

### Начало профессиональной карьеры
Дебютировал в смешанных единоборствах на профессиональном уровне в мае 2010 года, с помощью удушающего приёма сзади заставил своего соперника сдаться уже на 52 секунде поединка. Дрался в небольших американских промоушенах — из всех поединков неизменно выходил победителем.

### Strikeforce
Имея в послужном списке шесть побед без единого поражения, Брансон привлёк к себе внимание крупной организации Strikeforce и благополучно дебютировал здесь, в 2011 году одержал победу над тремя соперниками.
В июне 2012 года на турнире ShoFight встретился с Кендаллом Гроувом в бою за титул чемпиона этой организации. Противостояние между бойцами продлилось все отведённые три раунда, в итоге судьи раздельным решением отдали победу Гроуву, и Брансон таким образом потерпел первое в профессиональной карьере поражение.
Планировался бой в Strikeforce против бразильца Роналду Соузы, однако Атлетическая комиссия штата Огайо не выдала Брансону лицензию из-за проблем со зрением. Обычно боец носил контактные линзы, но в Огайо это было запрещено. В итоге он сделал коррекцию зрения с помощью процедуры LASIK и всё же встретился с Соузой на другом турнире — проиграл ему нокаутом уже на 41 секунде первого раунда.

### The Ultimate Fighter
Брансон согласился принять участие в 17 сезоне популярного бойцовского реалити-шоу The Ultimate Fighter, но уже в первый день съёмок его исключили из числа участников, поскольку его контракт с каналом Showtime на тот момент уже был прекращён.

### Ultimate Fighting Championship
В том же 2012 году Дерек Брансон стал бойцом крупнейшей бойцовской организации мира Ultimate Fighting Championship, и в декабре у него состоялся успешный дебют — он заменил травмировавшегося Карлоса Вемолу в бою с Крисом Лебеном и, несмотря на статус явного андердога, за счёт своих навыков борьбы победил единогласным решением судей.
Несколько планировавшихся поединков по тем или иным причинам срывались в 2013 году, из-за этого Брансон провёл только один бой, выиграв сдачей у малоизвестного бойца Брайана Хьюстона.
В 2014 году техническим нокаутом потерпел поражение от Йоэля Ромеро, заработав бонус за лучший бой вечера, и по очкам победил Лоренза Ларкина.
Далее добавил в послужной список победы над такими бойцами как Эд Херман, Сэм Алви, Роан Карнейру и Юрая Холл. Его впечатляющая серия из пяти побед подряд прервалась в ноябре 2016 года после встречи с австралийцем Робертом Уиттакером — Брансон проиграл ему техническим нокаутом в первом раунде, при этом оба бойца получили награды за лучший бой вечера.
В 2017 году Брансон единогласным решением проиграл Андерсону Силве, но затем нокаутировал Дэниела Келли и Лиото Мачиду — в последнем случае удостоился награды за лучшее выступление вечера.
В январе 2018 года состоялся второй бой против Роналду Соузы — Соуза вновь оказался сильнее, отправив Брасона в нокаут уже в первом раунде.
На UFC 230 Брансон потерпел очередное поражение от Исраэля Адесаньи после чего взял полугодовую паузу, сменил всю команду и изменил стиль ведения поединков. Вместо попыток размена ударами, Брансон научился действовать на контратаках - и это принесло свои плоды. В 2019-м году Брансон выиграл оба своих поединка - сначала против Элиаса Теодору, а затем и против Иана Хейниша. Эти бои Брэнсон выиграл судейским решением.
1 августа 2020 года Брэнсон встретился в главном бою вечера с перспективным проспектом UFC Эдменом Шахбазяном, который на тот момент не знал поражений в UFC. Несмотря на статус аутсайдера, Брэнсон хорошо подготовился к матчу, используя слабую физическую подготовку оппонента, Брэнсон затянул Шахбазяна в трехраундовый поединок, и, дождавшись функциональной ямы соперника в конце второго раунда, отправил Шахбазяна в нокаут в самом начале третьего раунда.
21 марта 2021 года Брэнсон вышел в октагон в главном поединке вечера на UFC on ESPN 21 против идущего на рекордной победной серии Кевина Холланда. По итогам пяти раундов бой завершился победой Брэнсона единогласным судейским решением.

## Статистика в профессиональном ММА
| Боёв 34  | Побед 25 | Поражений 9 |
| -------- | -------- | ----------- |
| Нокаутом | 12       | 7           |
| Сдачей   | 5        | 0           |
| Решением | 8        | 2           |

| Результат | Рекорд | Соперник         | Способ                 | Турнир                                    | Дата             | Раунд | Время | Место                  | Примечание                                                |
| --------- | ------ | ---------------- | ---------------------- | ----------------------------------------- | ---------------- | ----- | ----- | ---------------------- | --------------------------------------------------------- |
| Победа    | 25–9   | Рэй Купер III    | Единогласное решение   | PFL 10 (сезон 2023)                       | 24 ноября 2023   | 3     | 5:00  | Вашингтон, США         | Бой в промежуточном весе (186.8 lb), Купер не сделал вес. |
| Поражение | 24-9   | Дрикус дю Плесси | TKO (остановка углом)  | UFC 285                                   | 4 марта 2023     | 2     | 4:59  | Лас-Вегас, Невада, США |                                                           |
| Поражение | 24-8   | Джаред Каннонье  | TKO (Удары Локтями)    | UFC 271                                   | 12 февраля 2022  | 2     | 4:29  | Хьюстон, Техас, США    |                                                           |
| Победа    | 24-7   | Даррен Тилл      | Сдача (удушение сзади) | UFC on ESPN: Брансон vs. Тилл             | 4 сентября 2021  | 3     | 2:13  | Лас-Вегас, США         |                                                           |
| Победа    | 23-7   | Кевин Холланд    | Единогласное решение   | UFC on ESPN: Брансон vs. Холланд          | 20 марта 2021    | 5     | 5:00  | Лас-Вегас, США         |                                                           |
| Победа    | 22-7   | Эдмен Шахбазян   | TKO (удары руками)     | UFC Fight Night: Brunson vs. Shahbazyan   | 1 августа 2020   | 3     | 0:26  | Лас-Вегас, США         |                                                           |
| Победа    | 21-7   | Иан Хейниш       | Единогласное решение   | UFC 241                                   | 17 августа 2019  | 3     | 5:00  | Анахайм, США           |                                                           |
| Победа    | 20-7   | Элиас Теодору    | Единогласное решение   | UFC Fight Night: Iaquinta vs. Cowboy      | 4 мая 2019       | 3     | 5:00  | Оттава, Канада         |                                                           |
| Поражение | 19-7   | Исраэль Адесанья | TKO (удары)            | UFC 230                                   | 3 ноября 2018    | 1     | 4:51  | Нью-Йорк, США          |                                                           |
| Поражение | 19-6   | Роналду Соуза    | KO (удары)             | UFC on Fox: Jacaré vs. Brunson 2          | 27 января 2018   | 1     | 3:50  | Шарлотт, США           |                                                           |
| Победа    | 19-5   | Лиото Мачида     | KO (удары руками)      | UFC Fight Night: Brunson vs. Machida      | 28 октября 2017  | 1     | 2:30  | Сан-Паулу, Бразилия    | Выступление вечера.                                       |
| Победа    | 18-5   | Дэниел Келли     | KO (удары руками)      | UFC Fight Night: Lewis vs. Hunt           | 11 июня 2017     | 1     | 1:16  | Окленд, Новая Зеландия |                                                           |
| Поражение | 17-5   | Андерсон Силва   | Единогласное решение   | UFC 208                                   | 11 февраля 2017  | 3     | 5:00  | Бруклин, США           |                                                           |
| Поражение | 17-4   | Роберт Уиттакер  | TKO (удары)            | UFC Fight Night: Whittaker vs. Brunson    | 27 ноября 2016   | 1     | 4:07  | Мельбурн, Австралия    | Бой вечера.                                               |
| Победа    | 17-3   | Юрая Холл        | TKO (удары руками)     | UFC Fight Night: Poirier vs. Johnson      | 17 сентября 2016 | 1     | 1:41  | Идальго, США           |                                                           |
| Победа    | 16-3   | Роан Карнейру    | KO (удары руками)      | UFC Fight Night: Cowboy vs. Cowboy        | 21 февраля 2016  | 1     | 2:38  | Питтсбург, США         |                                                           |
| Победа    | 15-3   | Сэм Алви         | TKO (удары руками)     | UFC Fight Night: Teixeira vs. Saint Preux | 8 августа 2015   | 1     | 2:19  | Нашвилл, США           |                                                           |
| Победа    | 14-3   | Эд Херман        | TKO (удары руками)     | UFC 183                                   | 31 января 2015   | 1     | 0:36  | Лас-Вегас, США         |                                                           |
| Победа    | 13-3   | Лоренз Ларкин    | Единогласное решение   | UFC 177                                   | 30 августа 2014  | 3     | 5:00  | Сакраменто, США        |                                                           |
| Поражение | 12-3   | Йоэль Ромеро     | TKO (удары)            | UFC Fight Night: Rockhold vs. Philippou   | 15 января 2014   | 3     | 3:23  | Дулут, Джорджия, США   | Бой вечера.                                               |
| Победа    | 12-2   | Брайан Хьюстон   | Сдача (удушение сзади) | UFC: Fight for the Troops 3               | 6 ноября 2013    | 1     | 0:48  | Форт-Кемпбелл, США     |                                                           |
| Победа    | 11-2   | Крис Лебен       | Единогласное решение   | UFC 155                                   | 29 декабря 2012  | 3     | 5:00  | Лас-Вегас, США         |                                                           |
| Поражение | 10-2   | Роналду Соуза    | KO (удары руками)      | Strikeforce: Rousey vs. Kaufman           | 18 августа 2012  | 1     | 0:41  | Сан-Диего, США         |                                                           |
| Поражение | 10-1   | Кендалл Гроув    | Раздельное решение     | ShoFight 20                               | 16 июня 2012     | 3     | 5:00  | Спрингфилд, США        | Бой за титул чемпиона ShoFight в среднем весе.            |
| Победа    | 10-0   | Нейт Джеймс      | Единогласное решение   | Strikeforce Challengers: Britt vs. Sayers | 18 ноября 2011   | 3     | 5:00  | Лас-Вегас, США         |                                                           |
| Победа    | 9-0    | Лумумба Сэйерс   | Сдача (удушение сзади) | Strikeforce: Fedor vs. Henderson          | 30 июля 2011     | 1     | 4:33  | Хофман-Эстейтс, США    |                                                           |
| Победа    | 8-0    | Джереми Хамилтон | Единогласное решение   | Strikeforce Challengers: Fodor vs. Terry  | 24 июня 2011     | 3     | 5:00  | Кент, США              |                                                           |
| Победа    | 7-0    | Дэнни Бебкок     | KO (удар рукой)        | World Extreme Fighting 45                 | 22 января 2011   | 1     | 1:07  | Джэксонвилл, США       |                                                           |
| Победа    | 6-0    | Ромес Броуэр     | Сдача (удары руками)   | XFP: The Holiday Fight Fest               | 4 декабря 2010   | 1     | 2:27  | Уилмингтон, США        |                                                           |
| Победа    | 5-0    | Тодд Чаттелл     | TKO (удары руками)     | ICE: Fright Night 2010                    | 29 октября 2010  | 1     | 0:14  | Провиденс, США         |                                                           |
| Победа    | 4-0    | Эдвард Джексон   | KO (удары руками)      | Carolina’s Summer Fight Series 3          | 31 июля 2010     | 1     | 0:41  | Джэксонвилл, США       |                                                           |
| Победа    | 3-0    | Крис Макнелли    | KO (удары руками)      | Carolina’s Summer Fight Series 2          | 26 июня 2010     | 1     | 1:42  | Уилмингтон, США        |                                                           |
| Победа    | 2-0    | Джон Брайант     | Сдача (удушение сзади) | Carolina’s Summer Fight Series 1          | 22 мая 2010      | 1     | 0:52  | Уилмингтон, США        |                                                           |
| Победа    | 1-0    | Стив Бонтэтибус  | TKO (удары)            | CFP Bash at the Beach                     | 23 января 2010   | 1     | 0:49  | Южная Каролина, США    |                                                           |